# Арбутоидная микориза
Арбутоидная микориза (АрМ) — один из типов микоризы, сочетает признаки как эктомикоризы, так и эндомикоризы.
Данный тип микоризы характерен только для растений семейства Вересковые, относящихся к родам Arbutus, Arctostaphylos, а также к нескольким родам трибы Pyroleae. С первыми двумя родами в данные симбиотические отношения вступают различные виды грибов, обладающие широким спектром растений для образования эктомикоризы. Грибы, образующие арбутоидную микоризу с Pyrola, Orthilia и близкими родами, в настоящее время не идентифицированы.
При арбутоидной микоризе образуются гифовая мантия различной густоты и толщины. Из мантии некоторых грибов выделены бактерии типа Azospirillum. Затем образуется сеть Гартига, оплетающая клетки эпидермы и не затрагивающая кортекс. Гифы могут проникать внутрь клеток эпидермы корней и образовывать внутриклеточные кольца. В клетках этих гиф содержатся многочисленные митохондрии и рибосомы, могут запасаться гликоген и полифосфаты.